# Gaudeator paidicus
Gaudeator paidicus är en fjärilsart som beskrevs av Dyar 1914. Gaudeator paidicus ingår i släktet Gaudeator och familjen björnspinnare. Inga underarter finns listade i Catalogue of Life.